# Heiner Monheim

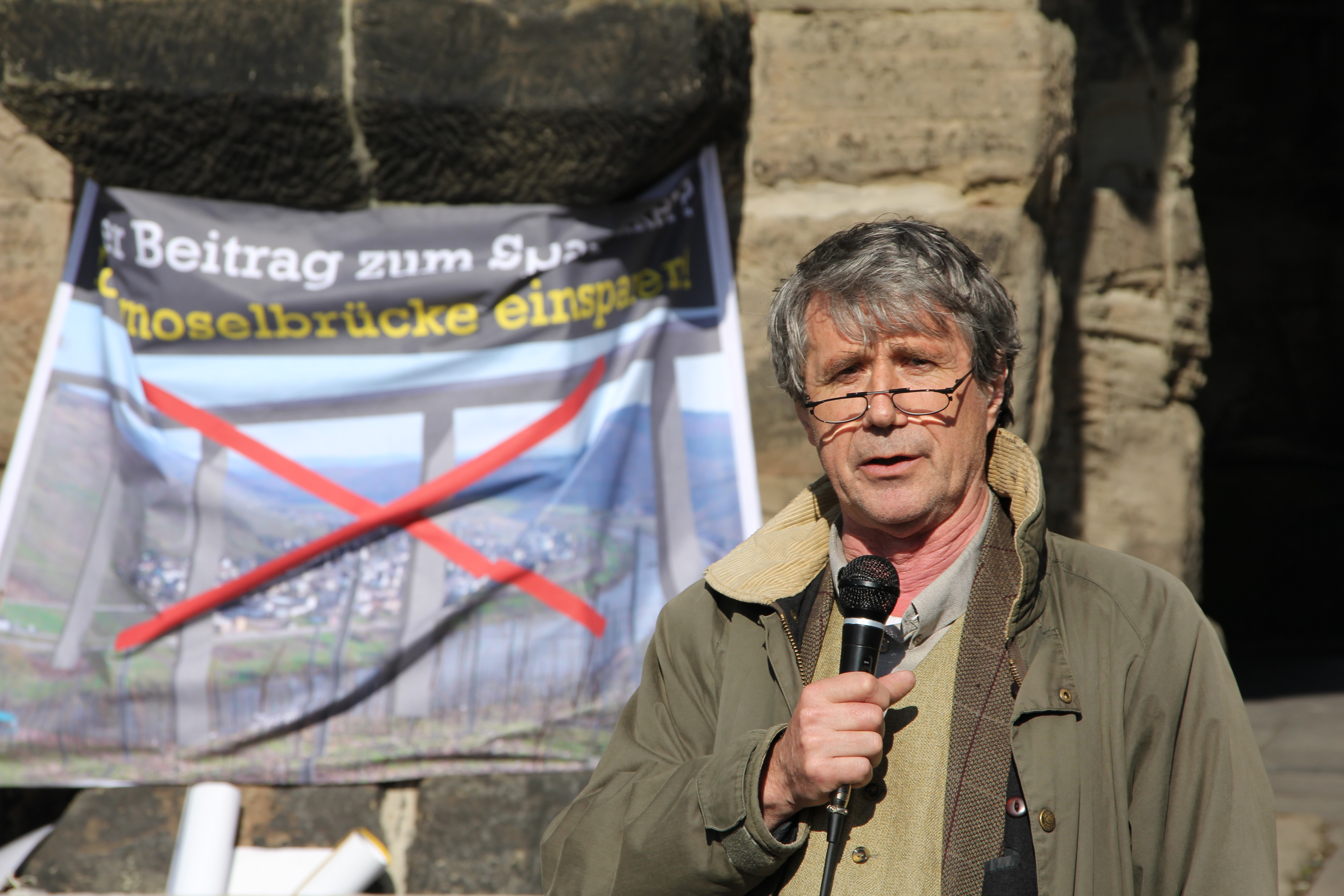
Heiner Monheim (2011)

Heiner Monheim, né en 1946 à Aix-la-Chapelle, est un géographe allemand spécialiste du trafic (circulation) et professeur à l'université de Trèves.

## Biographie
Heiner Monheim est cofondateur en 1979 de l'Allgemeiner Deutscher Fahrrad-Club (ADFC), l'association des utilisateurs du vélo comme mode de déplacement en Allemagne.